# ورزشگاه مرسدس-بنز
ورزشگاه مرسدس-بنز (به انگلیسی: Mercedes-Benz Stadium) یک ورزشگاه چندمنظوره است در آتلانتا، ایالت جورجیا آمریکا قراردارد. این ورزشگاه که ۸۳٫۰۰۰ نفر گنجایش دارد در سال ۲۰۱۷ توسط هلموث، اوباتا و کاساباوم طراحی و جایگزین ورزشگاه جورجیا دوم شد، این ورزشگاه قرار است در سال ۲۰۲۶ میزبان یکی از بازی های نیمه نهایی جام جهانی باشد.
این ورزشگاه، علاوه بر اینکه ورزشگاه خانگی باشگاه فوتبال آتلانتا یونایتد که در لیگ برتر فوتبال ایالات متحده آمریکا بازی میکند، ورزشگاه خانگی آتلانتا فالکونز که یک تیم فوتبال آمریکایی است میباشد. 
در ژوئن ۲۰۱۶، کل هزینه ساخت این ورزشگاه ۱.۶ میلیارد دلار آمریکا برآورد شد. ورزشگاه علیرغم اینکه سیستم سقف جمع شونده در آن زمان ناقص بود در ۲۶ آگوست ۲۰۱۷، در دیدار پیش فصل آتلانتا فالکونز مقابل آریزونا کاردینالز افتتاح شد. چندین رویداد که قبلاً در جورجیا دوم برگزار می شد، به این استادیوم منتقل شدند. 

## رویدادهای مهم

### فوتبال
- در ۲۲ اکتبر ۲۰۱۷، آتلانتا یونایتد در بازی لیگ برتر فوتبال ایالات متحده آمریکا در مقابل باشگاه فوتبال تورنتو در ورزشگاه مرسدس بنز در حضور ۷۱٫۸۷۴ تماشاگر انجام داد و رکوردی را که برای بیشترین جمعیت در یک مسابقه مستقل لیگ برتر فوتبال ایالات متحده آمریک در ماه سپتامبر برابر اورلاندو سیتی به ثبت رسانده بود، شکست. (همچنین اولین باری بود که سقف برای یک بازی فوتبال باز شد).[۹]
- در ۱۱ مارس ۲۰۱۸، آتلانتا یونایتد در مقابل دی‌سی یونایتد در ورزشگاه مرسدس بنز در حضور ۷۲٫۰۳۵ تماشاگر انجام داد و رکورد بیشترین جمعیت در تاریخ لیگ برتر فوتبال ایالات متحده آمریکا را به نام خود ثبت کرد.[۱۰]
- در ۲۳ اکتبر ۲۰۱۷، اعلام شد که بازی تیم منتخب لیگ برتر فوتبال ایالات متحده آمریکا ۲۰۱۸ در ورزشگاه مرسدس بنز مقابل باشگاه فوتبال یوونتوس برگزار خواهد شد. این مسابقات در ۱ آگوست ۲۰۱۸ برگزار شد و با حضور ۷۲٫۳۱۷ تماشاگر رکورد جدیدی برای حضور در یک بازی ثبت کرد.[۱۱][۱۲][۱۳]
- در ۸ دسامبر ۲۰۱۸، آتلانتا یونایتد میزبان بازی فینال MLS Cup مقابل پورتلند تیمبرز بود. آتلانتا یونایتد با نتیجه ۲–۰ پورتلند تیمبرز را شکست داد و اولین قهرمانی خود در MLS Cup کسب کرد. این بازی با حضور ۷۳٫۰۱۹ تماشاگر برگزار شد.[۱۴]
- در ۱۴ آگوست ۲۰۱۹، آتلانتا یونایتد میزبان باشگاه فوتبال آمریکا در جام کمپئونز ۲۰۱۹ بود. آتلانتا با نتیجه ۳–۲ آمریکا را شکست داد و اولین قهرمانی خود در جام کمپئونز را در حضور ۴۰٫۱۲۸ هوادار به دست آورد که  این تعداد تماشاگران رکورد بیشترین حضور تماشاگر در بازی های جام کمپئونز را به ثبت رساند.[۱۵]

| تاریخ برگزاری   | تیم برنده       | نتیجه                  | تیم بازنده                            | تورنومنت                                 | تماشاگر |
| ۲۲ اکتبر ۲۰۱۷   | آتلانتا یونایتد | ۲–۲                    | تورنتو                                | لیگ برتر فوتبال ایالات متحده آمریکا      | ۷۱,۸۷۴  |
| ۱۱ مارچ ۲۰۱۸    | آتلانتا یونایتد | ۳–۱                    | دی‌سی یونایتد                          | لیگ برتر فوتبال ایالات متحده آمریکا ۲۰۱۸ | ۷۲,۰۳۵  |
| ۱ آگوست ۲۰۱۸    | یوونتوس         | ۱–۱ ضربات پنالتی (۳-۵) | مسابقه ستارگان لیگ برتر فوتبال آمریکا | بازی ستارگان MLS ۲۰۱۸                    | ۷۲,۳۱۷  |
| ۸ دسامبر ۲۰۱۸   | آتلانتا یونایتد | ۲–۰                    | پورتلند تیمبرز                        | ۲۰۱۸ MLS Cup                             | ۷۳,۰۱۹  |
| ۵ ژوئن ۲۰۱۸     | مکزیک           | ۳–۱                    | ونزوئلا                               | بین المللی دوستانه                       | ۵۱,۸۳۴  |
| ۱۴ آگوست ۲۰۱۹   | آتلانتا یونایتد | ۳–۲                    | باشگاه فوتبال آمریکا                  | جام کمپئونز ۲۰۱۹                         | ۴۰,۱۲۸  |
| ۲۷ آگوست ۲۰۱۹   | آتلانتا یونایتد | ۲–۱                    | مینه‌سوتا یونایتد                      | فینال جام اوپن آمریکا ۲۰۱۹               | ۳۵,۷۰۹  |
| ۱۲ ژوئن ۲۰۲۱    | مکزیک           | ۰–۰                    | هندوراس                               | بین المللی دوستانه                       | ۷۰,۰۷۲  |
| ۱۱ آگوست ۲۰۲۲   | پاراگوئه        | ۱–۰                    | مکزیک                                 | بین المللی دوستانه                       | ۵۱,۳۸۷  |
| ۲۶ جولای ۲۰۲۳   | برایتون         | ۲–۰                    | برنتفورد                              | سری تابستانی لیگ برتر ۲۰۲۳               | ۷۰,۷۸۹  |
| ۲۶ جولای ۲۰۲۳   | چلسی            | ۱–۱                    | نیوکاسل یونایتد                       | سری تابستانی لیگ برتر ۲۰۲۳               | ۷۰,۷۸۹  |
| ۱۲ سپتامبر ۲۰۲۳ | مکزیک           | ۳–۳                    | ازبکستان                              | بین المللی دوستانه                       | ۳۳,۸۱۷  |

#### کوپا آمریکا ۲۰۲۴
این ورزشگاه در کوپا آمریکا ۲۰۲۴ میزبان دو بازی  بود و همچنین بازی افتتاحیه کوپا آمریکا ۲۰۲۴ در این ورزشگاه اتفاق افتاد.

#### جام جهانی فوتبال ۲۰۲۶
ورزشگاه مرسدس-بنز میزبان بازی های جام جهانی فوتبال ۲۰۲۶ خواهد بود، در طول جام جهانی، طبق سیاست های فیفا در خصوص حمایت شرکت‌ها، نام استادیوم به‌طور موقت به «استادیوم آتلانتا» تغییر خواهد کرد.

### جام جهانی راگبی ۲۰۳۱ و ۲۰۳۳
این ورزشگاه از جمله ورزشگاه هایی است که برای جام جهانی راگبی ۲۰۳۱ و جام جهانی راگبی ۲۰۳۳ زنان در نظر گرفته شد.

### کنسرت ها
در ۱۲ اکتبر ۲۰۱۷، کنسرتی برای افتتاحیه در استادیوم مرسدس بنز با حضور گارث بروکس برگزار شد که به دلیل آکوستیک نامناسب مورد تحقیر گسترده‌ای قرار گرفت، و مسئول های استادیوم اظهار داشتند که برنامه هایی برای کمک به بهبود کیفیت آکوستیک استادیوم در حال انجام است. پس از اولین کنسرت، تلاش هایی برای بهبود آکوستیک استادیوم انجام شد. بلندگوهای جدید به مجموعه ها اضافه شد، زاویه بلندگوها تنظیم شد و اقدامات دیگری انجام شد که در طی کنسرت ماه مه ۲۰۱۸ با حضور کنی چسنی کیفیت صدا نسبت به اولین کنسرت بهبود یافته بود. کنسرت کنی چسنی در این ورزشگاه با حضور ۵۱,۳۱۲ نفر برگزار شد و این کنسرت ۵.۰۶۸ میلیون دلار درآمد داشت.
پس از کنسرت‌های گارث بروکس و کنی چسنی ، تیلور سوئیفت در پی تور استادیومی اعتبار دوشب در آگوست ۲۰۱۸ در این ورزشگاه کنسرت برگزار کرد که در مجموع دوشب، ۱۱۶,۷۴۶ بلیط فروخته شد و درآمدی ۱۸.۰۸۹ میلیون دلاری ثبت کرد|
همچنین در آگوست ۲۰۱۸، بیانسه و جی زی به مدت دو شب به عنوان بخشی از تور On the Run II در این استادیوم اجرا کردند. این دو کنسرت ۱۴.۰۷۴ میلیون دلار فروش داشت و ۱۰۵۱۷۰ نفر در آن شرکت کردند.
اد شیرن به عنوان بخشی از (تور ÷) خود در نوامبر ۲۰۱۸ در این استادیوم اجرا کرد. این نمایش با حضور ۵۰,۹۰۶ نفر برگزار شد و ۵.۰۲۱ میلیون دلار فروش داشت. این کنسرت، کنسرت پایانی (تور ÷) بود که به عنوان تور برتر سال ۲۰۱۸ اعلام شد.
در مارس ۲۰۱۹، جورج استریت یک کنسرت را در این استادیوم اجرا کرد که باحضور مهمانانی همچون  کریس استپلتون، کریس جانسون و اشلی مک براید برگزار شد.  این کنسرت با حضور ۵۵,۲۵۵ نفر برگزار شد و ۱۱.۹ میلیون دلار فروش داشت. این کنسرت به پردرآمدترین کنسرت شبانه در تاریخ سالن تبدیل شد و سومین کنسرت جورج استریت با درآمد بیش از ۱۰ میلیون دلار شد.
در 22 ژوئیه 2021، کانیه وست یک رویداد شنیدن آلبوم آینده خود به نام Donda برگزار کرد. این رویداد همچنین به طور انحصاری از اپل میوزیک پخش زنده شد.  پس از پایان رویداد شنیداری، کانیه وست تصمیم گرفت به طور موقت در استادیوم اقامت کند تا کار بر روی آلبوم را به اتمام برساند و اتاق رختکن را به استودیو ضبط موقت تبدیل کرد.  یک رویداد شنیدن آلبوم Donda بار دیگر در ۵ آگوست ۲۰۲۱ در این ورزشگاه اتفاق افتاد.
همچنین د ویکند در طول تور کنسرتی After Hours til Dawn Tour در تاریخ ۱۱ آگوست ۲۰۲۲ در این ورزشگاه اجرا داشت.
تیلور سوئیفت در پی تور دوره‌ها در تاریخ در ۲۸، ۲۹ و ۳۰ آوریل ۲۰۲۳ در این ورزشگاه اجرا داشت و تبدیل به اولین خواننده ای شد که سه شب متوالی در این ورزشگاه کنسرت اجرا میکند
اد شیرن در پی تور خود که (تور +–=÷×) نام داشت در ۲۷ مه ۲۰۲۳ در این ورزشگاه کنسرت اجرا کرد که با حضور ۷۶,۳۳۵ نفر، رکورد حضور تماشاگر کنسرت در این ورزشگاه را شکست.
| تاریخ           | خواننده               | اسم کنسرت / تور                   | تعداد حاضرین | درآمد           | یادداشت                                                               |
| --------------- | --------------------- | --------------------------------- | ------------ | --------------- | --------------------------------------------------------------------- |
| ۱۲ اکتبر ۲۰۱۷   | گارث بروکس            | تور جهانی گارث بروکس (۲۰۱۴–۲۰۱۷)  | نامشخص       | نامشخص          | اولین کنسرت برگزار شده در این ورزشگاه.                                |
| ۲۶ مه ۲۰۱۸      | کنی چسنی              | تور سفر به اطراف خورشید           | ۵۱,۳۱۲       | ۵,۰۶۸,۸۸۰ دلار  |                                                                       |
| ۱۰ آگوست ۲۰۱۸   | تیلور سوئیفت          | تور استادیومی اعتبار تیلور سوئیفت | ۱۱۶,۷۴۶      | ۱۸,۰۸۹,۴۱۵ دلار | اولین کنسرت این ورزشگاه که توسط یک زن برگزار شد و در دوشب متوالی بود. |
| ۱۱ آگوست ۲۰۱۸   | تیلور سوئیفت          | تور استادیومی اعتبار تیلور سوئیفت | ۱۱۶,۷۴۶      | ۱۸,۰۸۹,۴۱۵ دلار | اولین کنسرت این ورزشگاه که توسط یک زن برگزار شد و در دوشب متوالی بود. |
| ۲۵ آگوست ۲۰۱۸   | بیانسه جی-زی          | On the Run II Tour                | ۱۰۵,۱۷۰      | ۱۴,۰۷۴,۶۹۲ دلار |                                                                       |
| ۲۶ آگوست ۲۰۱۸   | بیانسه جی-زی          | On the Run II Tour                | ۱۰۵,۱۷۰      | ۱۴,۰۷۴,۶۹۲ دلار |                                                                       |
| ۹ نوامبر ۲۰۱۸   | اد شیرن               | تور ÷                             | ۵۰,۹۰۶       | ۵,۰۲۱,۳۹۵ دلار  |                                                                       |
| ۳۰ مارچ ۲۰۱۹    | جرج استریت            | نامشخص                            | ۵۵,۲۵۵       | ۱۱,۹۹۹,۹۶۱ دلار |                                                                       |
| ۶ نوامبر ۲۰۲۱   | متالیکا               | تور متالیکا ۲۰۲۱–۲۰۲۲             | نامشخص       | نامشخص          |                                                                       |
| ۲۱ مه ۲۰۲۲      | کنی چزنی              | Here and Now Tour                 | ۴۷,۹۲۵       | ۴,۹۰۲,۸۲۹ دلار  |                                                                       |
| ۱۱ ژوئن ۲۰۲۲    | کلدپلی                | تور جهانی Music of the Spheres    | ۵۴,۰۵۹       | ۵,۹۱۳,۶۱۳ دلار  |                                                                       |
| ۳۰ جولای ۲۰۲۲   | لوک کومز              | نامشخص                            | نامشخص       | نامشخص          |                                                                       |
| ۱۱ آگوست ۲۰۲۲   | د ویکند               | After Hours til Dawn تور          | ۴۶,۸۳۶       | ۶,۵۳۹,۸۳۸ دلار  |                                                                       |
| 22 سپتامبر 2022 | التون جان             | Farewell Yellow Brick Road        | ۴۷,۱۵۶       | ۷,۸۴۳,۸۰۲ دلار  |                                                                       |
| ۲۸ آوریل ۲۰۲۳   | تیلور سوئیفت          | تور دوره‌ها                        | ۱۹۶,۱۰۷      | نامشخص          |                                                                       |
| ۲۹ آوریل ۲۰۲۳   | تیلور سوئیفت          | تور دوره‌ها                        | ۱۹۶,۱۰۷      | نامشخص          |                                                                       |
| ۳۰ آوریل ۲۰۲۳   | تیلور سوئیفت          | تور دوره‌ها                        | ۱۹۶,۱۰۷      | نامشخص          |                                                                       |
| ۲۷ مه ۲۰۲۳      | اد شیرن               | تور +–=÷×                         | ۷۶,۳۳۵       | نامشخص          |                                                                       |
| ۱۱ آگوست ۲۰۲۳   | بیانسه                | تور جهانی رنسانس                  | ۱۵۶,۳۱۷      | ۳۹,۸۴۹,۸۹۰ دلار | پردرآمدترین کنسرت در تاریخ ورزشگاه                                    |
| ۱۲ آگوست ۲۰۲۳   | بیانسه                | تور جهانی رنسانس                  | ۱۵۶,۳۱۷      | ۳۹,۸۴۹,۸۹۰ دلار | پردرآمدترین کنسرت در تاریخ ورزشگاه                                    |
| ۱۴ آگوست ۲۰۲۳   | بیانسه                | تور جهانی رنسانس                  | ۱۵۶,۳۱۷      | ۳۹,۸۴۹,۸۹۰ دلار | پردرآمدترین کنسرت در تاریخ ورزشگاه                                    |
| ۲۱ سپتامبر ۲۰۲۳ | کارول جی              | تور Mañana Será Bonito            |              |                 |                                                                       |
| ۱۸ مه ۲۰۲۴      | کنی چزنی زک براون بند | تور Sun Goes Down ۲۰۲۴            |              |                 |                                                                       |
| ۷ ژوئن ۲۰۲۴     | رولینگ استونز         | تور Hackney Diamonds              |              |                 |                                                                       |

## در ایپیوند به بیرون
- وبگاه رسمی